# Iphiaulax apicalis
Iphiaulax apicalis är en stekelart som beskrevs av Szepligeti 1913. Iphiaulax apicalis ingår i släktet Iphiaulax och familjen bracksteklar. Inga underarter finns listade i Catalogue of Life.